# Dumitru Bîtea
Dumitru Bîtea (n. 5 decembrie 1921) a fost un deputat român în legislatura 1990-1992, ales în județul Caraș-Severin pe listele partidului FSN.